# NGC 1660
NGC 1660 est une galaxie spirale située dans la constellation du Burin. NGC 1660 a été découverte par l'astronome britannique John Herschel en 1837.

## Caractéristiques
Sa vitesse par rapport au fond diffus cosmologique est de 6 259 ± 78 km/s, ce qui correspond à une distance de Hubble de 92,3 ± 6,6 Mpc (∼301 millions d'al).
La classe de luminosité de NGC 1660 est I.